# Agencia Australiana para la Seguridad Nuclear y Protección contra la Radiación
La Agencia Australiana para la Seguridad Nuclear y Protección contra la Radiación (en inglés: Australian Radiation Protection and Nuclear Safety Agency, ARPANSA) es una institución australiana que monitorea e identifica riesgos de radiación solar y nuclear para la población de Australia.
Es el principal cuerpo gubernamental que tiene que ver con la radiación no ionizante e ionizante y que publica material respecto a la protección contra la radiación.
Publica diariamente los niveles de radiación ultravioleta solar (RUV) para muchos lugares en Australia.
También fija los estándares de Factor de Protección Ultravioleta (en inglés: Ultraviolet Protection Factor) para la ropa protectora.